# Shamiram (partit polític)
Shamiram (Շամիրամ) fou un partit polític armeni d'ideologia feminista i que només admetia membres femenins. Fou el segon partit més votat a les eleccions parlamentàries armènies de 1995 i el tercer en representació amb vuit escons. La lideressa del partit era la cantant Gaiane Sarukhanian. En totes les eleccions posteriors, el partit no va poder obtindre representació i acabà desapareguent.

## Història
El nom del partit fa referència a la reina de l'antiguitat Semíramis, qui té un paper destacat a l'historiografia armènia. Com que el partit es va fundar només uns mesos abans de les eleccions parlamentàries armènies de 1995 i va poder formar immediatament la segona facció més gran de l'Assemblea Nacional amb vuit representants, es van estendre rumors sobre la seva formació i composició. El rumor que es tractava d'un partit farsa també va sorgir perquè diversos representants van demostrar que eren esposes, socis i familiars propers de polítics i intel·lectuals del governant Moviment Nacional Pan-Armeni (MNA). El partit, per tant, no va ser percebut pel públic com un actor polític seriós i va ser vist com una extensió del MNA. A les eleccions parlamentàries armènies de 1999, el partit només va rebre el 0,2% dels vots i, per tant, ja no va poder entrar al parlament. Des de llavors, ha continuat sent políticament irrellevant i es va dissoldre cap a l'any 2008.

### Resultats electorals
| Eleccions | Vots    | %    | Escons  | +/– | Posició | Candidat           | Govern   |
| --------- | ------- | ---- | ------- | --- | ------- | ------------------ | -------- |
| 1995      | 130.252 | 17,4 | 8 / 190 | Nou | 2n      | Gaiane Sarukhanian | Govern   |
| 1999      | 2.053   | 0,19 | 0 / 131 | 8   | 21é     | n/a                | Oposició |

### Membres del parlament
A continuació es mostra una relació dels membres del partit a l'Assemblea Nacional Armènia durant la legislatura 1995-1999:
- Saruhi Arewschatjan
- Angela Bakunz
- Juliet Kaschojan
- Schogher Matewosjan
- Amalia Petrosjan
- Nadeschda Sargsjan
- Gajane Saruchanjan
- Nana Togoschwili